# Challenger de Santos
El Santos Brasil Tennis Open (desde el año 2013 se llama Campeonato Internacional de Tênis de Santos es un torneo profesional de tenis. Pertenece al ATP Challenger Series. Se juega desde el año 2011 sobre pistas de polvo de ladrillo en Santos, Brasil.

## Palmarés

### Individuales
| Año  | Campeón         | Finalista              | Resultado     |
| ---- | --------------- | ---------------------- | ------------- |
| 2015 | Blaž Rola       | Germain Gigounon       | 6-3, 3-6, 6-3 |
| 2014 | Máximo González | Gastão Elias           | 7-5, 6-3      |
| 2013 | Gastão Elias    | Rogério Dutra da Silva | 4–6, 6–0, 6–2 |
| 2012 | Ivo Minář       | Ricardo Hocevar        | 4–6, 6–1, 6–4 |
| 2011 | João Souza      | Diego Junqueira        | 6–4, 6–2      |

### Dobles
| Año  | Campeones                            | Finalistas                         | Resultado        |
| ---- | ------------------------------------ | ---------------------------------- | ---------------- |
| 2015 | Máximo González (2) Roberto Maytin   | Andrés Molteni Guido Pella         | 6-4, 7-64        |
| 2014 | Máximo González Andrés Molteni (2)   | Guillermo Durán Renzo Olivo        | 7-5, 6-4         |
| 2013 | Pavol Červenák Matteo Viola          | Guilherme Clezar Gastão Elias      | 6–2, 4–6, [10–6] |
| 2012 | Andrés Molteni (1) Marco Trungelliti | Rogério Dutra da Silva Júlio Silva | 6–4, 6–3         |
| 2011 | Franco Ferreiro André Sá             | Gerald Melzer José Pereira         | 6–3, 6–3         |